# Harry Potter en de Vuurbeker (computerspel)
Harry Potter en de Vuurbeker is een videospel, dat net voor de film Harry Potter en de Vuurbeker uitkwam. Zowel het spel als de film zijn gebaseerd op het gelijknamige vierde deel van de Harry Potter-serie, geschreven door J.K. Rowling.

## Algemeen
Het spel kwam een paar dagen uit voor de film. Het spel volgt de drie hoofdpersonen uit de boeken: Harry Potter, Ron Wemel en Hermelien Griffel. Het spreukensysteem is anders dan in de voorgaande computerspellen van Harry Potter. Dit maakt het mogelijk om samen te werken in het uitspreken van spreuken. Tevens lijken de personages meer op de personages uit de film. Het is ook mogelijk het spel samen te spelen.
Het spel breekt met de voorgaande spellen doordat het RPG-element volledig uit het spel verdwenen is. Het was eerst mogelijk om in het spel rond te dwalen, dit is nu niet meer mogelijk.

## Personages

### Bespeelbaar
- Harry Potter, de Jongen die Bleef Leven, de hoofdpersoon van het verhaal.
- Ron Wemel, Harry's beste vriend.
- Hermelien Griffel, Harry's beste vriendin.

### Niet bespeelbaar
- Arthur Wemel, de vader van Ron en een goede vriend voor Harry.
- Carlo Kannewasser, de leerling van Huffelpuf die, net als Harry, mee doet aan het Toverschool Toernooi. Harry en Carlo helpen elkaar door het schooljaar heen met de opdrachten.
- Rubeus Hagrid, de leraar Verzorging van Fabeldieren en sleutelbewaarder en terreinknecht van Zweistein. Hij is tevens een van Harry's beste vrienden.
- Fleur Delacour, de leerling van Beauxbatons Academie voor Toverkunst die ook meedoet aan het Toverschool Toernooi en die Harry, nadat hij bij de Tweede Opdracht het leven had gered van haar zusje, als een held en goede vriend gaat zien.
- Heer Voldemort, de aartsvijand van Harry.
- Viktor Kruml, de leerling van Klammfels die ook meedoet aan het Toverschool Toernooi, hij is tevens een beroemde Zwerkbalspeler.
- Professor Dolleman. Alastor 'Dwaaloog' Dolleman is de nieuwe leraar Verweer tegen de Zwarte Kunsten in het 4e jaar en Harry volgt extra lessen bij hem om het Toverschool Toernooi met succes te kunnen volbrengen.

## Stemmen
De stemmen zijn ingesproken door een verscheidenheid aan personen. Hier een lijst van de persoon die de stem ingesproken heeft met de stemmen die hij dan wel zij heeft ingesproken:
- Verteller - Victor van Swaaij
- Harry Potter - Trevor Reekers
- Ron Wemel - Adriaan van Veldhuizen
- Hermelien Griffel - Eveline Beens
- Albus Perkamentus - Wim van Rooij
- Heer Voldemort - Jan Nonhof
- Alastor Dwaaloog Dolleman - Carol van Herwijnen
- Carlo Kannewasser - Casper Veltenaar
- Viktor Kruml - Paul Donkers
- Fleur Delacour - Anneke Beukman
- Peter Pippeling - Jeroen Keers
- Barto Krenck Jr. - Pim Koopman
- Arthur Wemel - Jan Elbertse
- Dooddoeners - Paul Donkers & Casper Veltenaar
- Tovenaars Ministerie - Paul Donkers & Casper Veltenaar
- Draakbewakers - Reinder van der Naalt & Florus van Rooijen
- Erkling - Sandra Vos
- Meermin - Beatrijs Sluijter

## Muziek
De muziek in het spel is gecomponeerd door Jeremy Soule.
Het album, dat alleen als download verkrijgbaar is, bevat de volgende nummers:
1. Goblet Of Fire Theme
2. Action Sequence
3. Greenhouse
4. Dragon Challenge
5. Deeper Water
6. Action Underwater
7. Underwater
8. Ambient
9. Irish Campsite
10. Erk Creature
11. Erk Voice Piano
12. Light Action
13. Magical Grand
14. Maze
15. Mosp Creature
16. Priori Voldemort
17. Tri Wiz Theme
18. Underwater Again
19. Vocal Drone Spooky
20. Magical Spooky
21. Greenhouse Version Two
22. Priori Harry